# 디메르캅도숙신산
디메르캅도숙신산(Dimercaptosuccinic acid, DMSA) 또는 석시머(succimer)는 납 중독, 수은 중독, 비소 중독을 치료하기 위해 사용되는 약제이다. 테크네튬-99m과 방사성 동위원소를 써서 식별할 때 수많은 유형의 진단 시험에 사용된다. 19일 간 구강에 투여한다. 2번째 투여 시에는 2주 간의 휴지가 필요하다.

## 화학
|                              |                                                          |                              |
|                              |                                                          |                              |
| (2R,3R)-2,3-디메르캅도숙신산 | (2R,3S)-2,3-디메르캅도숙신산 (meso-2,3-디메르캅도숙신산) | (2S,3S)-2,3-디메르캅도숙신산 |